# Francesco Pellegrino (attore)
Francesco Pellegrino (Santa Maria Capua Vetere, 6 ottobre 1998) è un attore italiano.
Nella sua carriera di giovane attore ha recitato in alcuni film italiani.

## Biografia
La sua attività di attore inizia nel 2017, nel film di Bruno Oliviero Nato a Casal di Principe.
Nel 2021 è l'interprete principale nel film d'esordio della registra Silvia Brunelli dove interpreta Lino, un ragazzo del Rione Sanità di Napoli.

## Filmografia

### Cinema
- Nato a Casal di Principe, regia di Bruno Oliviero (2017)
- San Valentino Stories , regia di regia di A.Guerriero, E. Palamara, G.Scarpato (2018)
- A mano disarmata, regia di Claudio Bonivento (2019)
- La santa piccola, regia di Silvia Brunelli  (2022)

### Televisione
- L'amica geniale, regia di Saverio Costanzo, episodio 1x05 (2018)
- Rosy Abate - La serie, regia di Giacomo Martelli, episodio 2x01 (2019)
- Supersex, regia di Matteo Rovere e Francesco Carrozzini, episodi 1-7 (2024)
- La vita che volevi, regia di Ivan Cotroneo (2024)

### Videoclip
- Piove in discoteca di Tommaso Paradiso, regia di  YouNuts!